# LARS-1
LARS-1 — німецька РСЗВ калібру 110 мм.

## Історія створення
Розробка велася в 1960-ті роки. Після успішних випробувань LARS-1 був прийнятий на озброєння Бундесверу в 1969 році.

## Застосування
LARS-1 поступив на озброєння ракетних дивізіонів артилерійських полків дивізій Бундесверу. LARS-1 призначений для ураження живої сили і техніки противника.

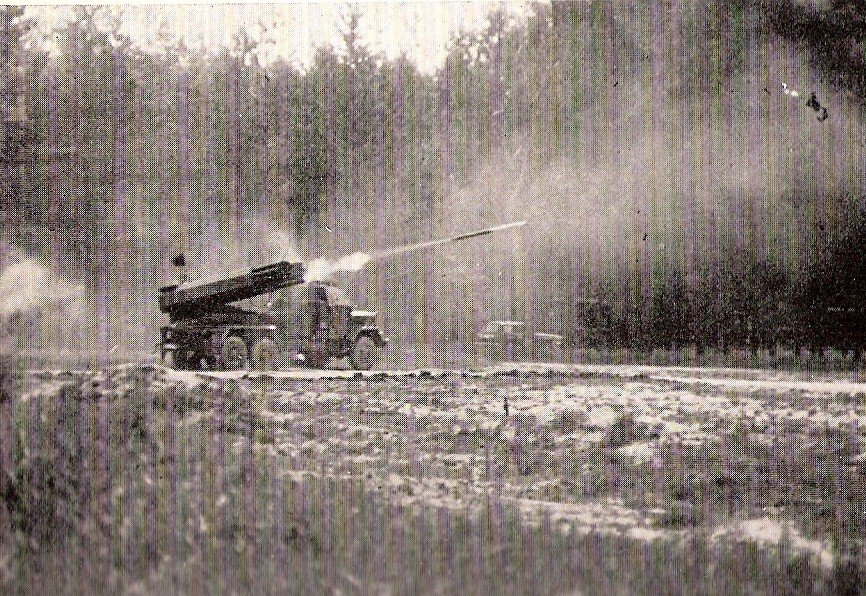
Mehrfachraketenwerfer 110 auf SF Magirus-Deutz 178 D15A веде вогонь

## Склад
До складу системи входять:
1. самохідна пускова установка;
2. некеровані реактивні снаряди;
3. бортова система управління вогнем;
4. машина управління;
5. транспортно-заряджальна машина.

Допоміжне озброєння складається з 7,62-мм зенітного кулемета, змонтованого на даху броньованої кабіни.

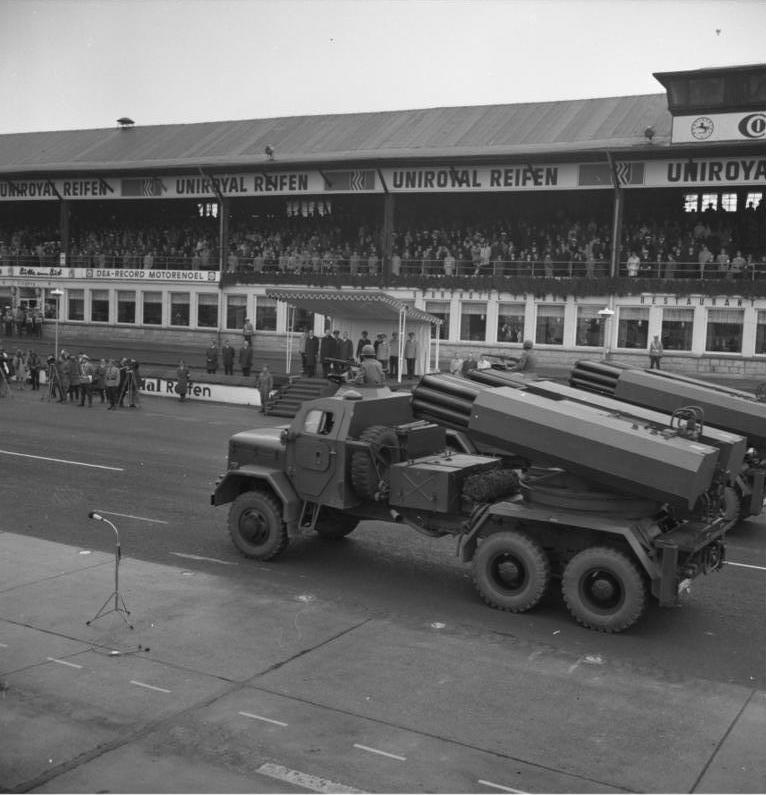
РСЗВ на параді на честь 20-річчя НАТО на Нюрнбургрингском кільці, 1969

## Тактико-технічні характеристики
| Калібр, мм                         | 110   |
| Число направляючих                 | 36    |
| Розрахунок, чол                    | 5     |
| Маса в бойовому положенні, т       | 15    |
| Маса снаряда, кг                   | 34    |
| Максимальна дальність стрільби, м  | 14700 |
| Мінімальна дальність стрільби, м   | 6500  |
| Тривалість залпу, з                | 18    |
| Час перезаряджання, хв             | 20    |
| Потужність двигуна, к. с           | 140   |
| Максимальна швидкість руху, км/год | 73    |
| Запас ходу, км                     | 500   |
| Рік прийняття на озброєння         | 1969  |